# Wormsdorf
Wormsdorf – dzielnica gminy Eilsleben w Niemczech, w kraju związkowym Saksonia-Anhalt, w powiecie Börde, w gminie związkowej Obere Aller.
Do 31 grudnia 2009 była to oddzielna gmina wchodząca w skład wspólnoty administracyjnej Obere Aller.